# 엠파이어 (1965년 영화)
엠파이어(Empire)는 미국에서 제작된 앤디 워홀 감독의 1964년 흑백 예술 영화이다. 변하지 않는 뉴욕의 엠파이어 스테이트 빌딩의 8시간 8분 분량의 슬로 모션 동영상으로 구성된다. 이 영화는 전통적인 내레이션이나 캐릭터가 없다.

## 같이 보기
- 상영 시간순 영화 목록